# Eoophyla ceratucha
Eoophyla ceratucha là một loài bướm đêm trong họ Crambidae.